# Aeolus nigromaculatus
Aeolus nigromaculatus is een keversoort uit de familie kniptorren (Elateridae). De wetenschappelijke naam van de soort is voor het eerst geldig gepubliceerd in 1819 door Drapiez.